# Sabel m/1859
Sabel m/1859 var en sabel som användes inom svenska försvarsmakten.
Sabel m/1859 infördes i avsikt att fungera som enhetsmodell bland officerarnas blankvapen inom infanteriet. Tidigare hade officerare ofta brukat sina egna värjor och modellvariationen var stor. Det fanns dock ett brett spann i vad som räknades som "tillåten modell" så sablarna kan vara ganska varierande i sitt utförande. Enligt generalorder 1899 ändrade sabelns balja och den nedre ringen togs bort för att den skulle bäras på samma sätt som sabel m/1899. Som för övriga blankvapen svärtades baljan enligt generalorder 1913.